# Осієк
О́сієк (хорв. Osijek) — місто в східній частині Хорватії, адміністративний центр жупанії Осієк-Бараня. Розташоване в Славонії, на схід від столиці країни — Загреба на правому березі річки Драви за 25 км від її впадіння в Дунай.
Осієк — четверте за величиною місто Хорватії після Загреба, Спліта і Рієки.

## Назва
Назва була дана місту за його розташування на земляному підвищенні, що захищало його від підтоплення місцевими болотними водами. Адже топонім Осієк (Osijek) походить від хорватського слова oseka, що означає «відплив».
З причини минулого та історії Осієка у добу Габсбурзької монархії, нетривалого перебування під владою Османської імперії, а також через присутність німецької та угорської національних меншин протягом усього існування міста, Осієк має (або мав) і власні назви іншими мовами, зокрема, угорська: Eszék, нім. Esseg, лат. Mursa, тур. Ösek. Всі ці назви були лише підкоригованими варіаціями оригінального хорватського топоніма. У римські часи Осієк називався Mursa Maior, але його офіційна римська назва була Colonia Aelia Mursa, оскільки цю колонію заснував імператор Адріан.

## Історія
Історія міста нараховує понад 2 000 років.
Спрадавна на місці броду через Драву існувало поселення іллірійців. У 131 році римський імператор Адріан дарував поселенню, що називалось Мурса, статус колонії та деякі привілеї.
Після падіння імперії місто багаторазово розорялось. У IX столітті слов'яни закріпилися в Славонії і асимілювали неслов'янське населення. Відтоді місто належало місцевим князькам, а згодом — Угорському королівству.
В 1196 році місто вперше згадується під ім'ям Осієк.

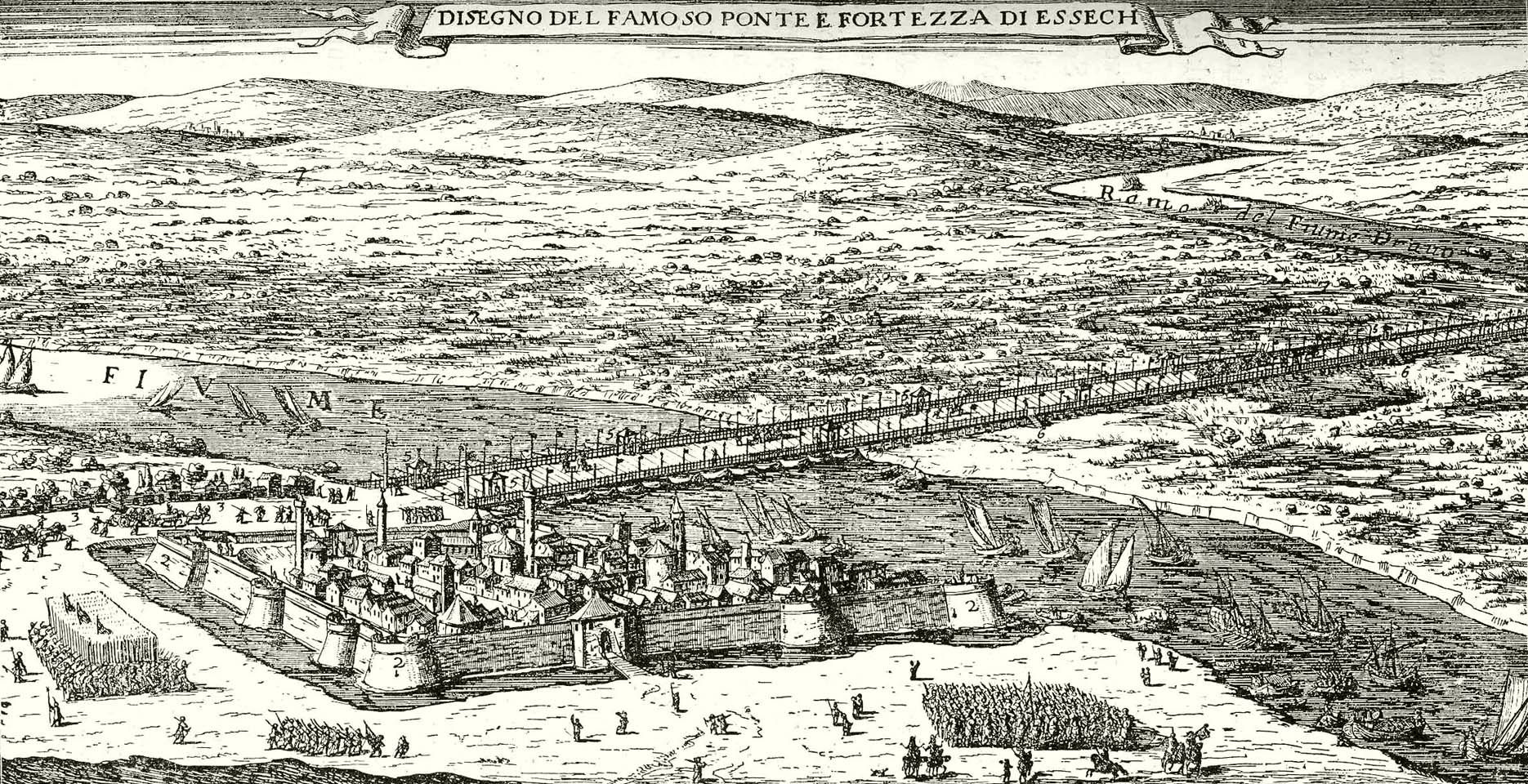
Осієк, гравюра Giovanni G. de Rossi (1687)

У XVI столітті місто зазнавало нападів з боку Османської імперії, відтак у ході турецького наступу на Балкани в 1526 році Осієк був узятий і повністю зруйнований. Протягом наступних 150 років турецького панування місто було відбудовано наново в східному стилі. В 1687 році в ході війни Священної Римської імперії з турками Осієк був узятий австрійською армією, причому у цих боях його знову зруйнували майже дощенту.
У наступні роки Осієк знову відбудовується, практично з нуля. В 1721 році, як і в багатьох інших містах регіону, в Осієку зводиться потужна фортеця, яка стала серцем міста.
У складі Австрійської імперії місто інтенсивно розвивавалось і перетворилось на великий політичний і торговельний центр. В 1809 році Осієк отримав титул вільного королівського міста. Швидко зростало населення — у 1-й половині XIX століття Осієк був найбільшим містом Хорватії.
Згідно з переписом 1910 року в місті проживало 31 388 осіб, 40 % з яких складали хорвати, 36 % — австрійці та німці, 12 % — угорці.
Після Першої світової війни разом з усією Славонією Осієк став частиною Королівства сербів, хорватів і словенців (пізніше — Королівства Югославія).
Після Другої світової війни Осієк — у складі СФРЮ.
Після розпаду Югославії в 1991 році місто стало частиною незалежної Хорватії. У ході розпочатої по тому війни в Хорватії (1991—1995) Осієк серйозно постраждав від обстрілу. Після закінчення битви за Вуковар виникла загроза окупації міста сербськими частинами, проте почалися мирні переговори, що зняли цю загрозу. Після припинення бойових дій більшість пошкоджених і зруйнованих будівель була ретельно відновлена.

## Сучасність
Сучасний Осієк — великий індустріальний центр. У місті розташовані підприємства машинобудування, легкої, харчової, деревообробної та хімічної промисловості. Серед найвідоміших підприємств — хімічний завод «Сапонія», сірникова фабрика «Драва» (заснована в 1856 році) і пивна фабрика, яка виробляє відоме пиво «Осієчко».
Серед наукових та культурних установ Осієка варто відзначити Університет імені Штроссмайєра (заснований у 1975 році), Національний театр, старовинний музей Славонії (заснований у 1877 році).

## Транспорт

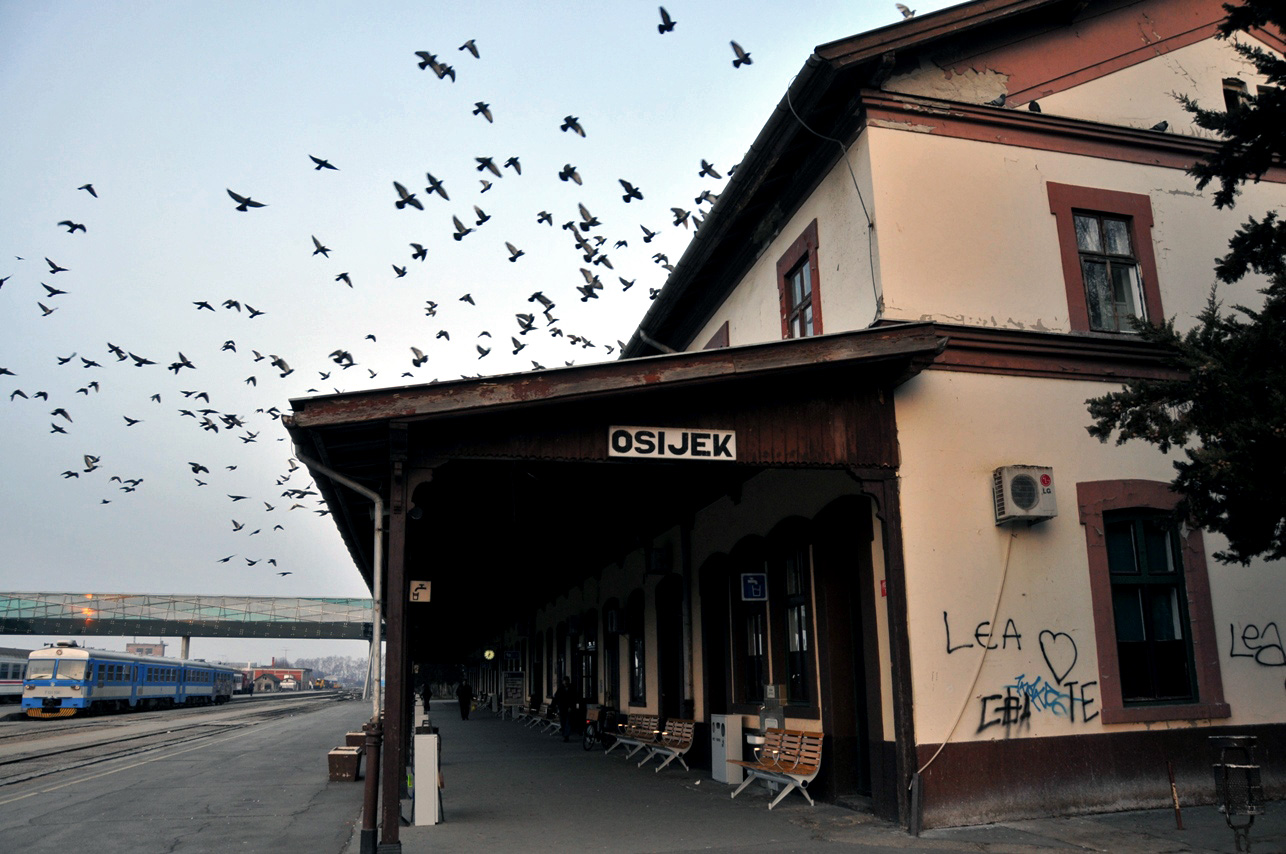
Осієцький залізничний вокзал

Місто пов'язане автомобільними трасами з хорватськими містами Славонський Брод, Вуковар, Вировитиця, а також з Угорщиною, Сербією та Боснією і Герцеговиною. У місті також є великий річковий порт на Драві й залізничний вокзал.
На відстані 20 км від Осієка розташований міський аеропорт.
З 1926 року діє трамвайна мережа (одна з 2-х, що збереглися до тепер, у країні).

## Населення
Населення громади за даними перепису 2011 року становило 108 048 осіб, 40 з яких назвали рідною українську мову. Населення самого поселення становило 84104 осіб.
Динаміка чисельності населення громади:
Динаміка чисельності населення центру громади:

## Населені пункти
Крім поселення Осієк, до громади також входять:
- Брієст
- Брієще
- Йосиповаць
- Клиса
- Неметин
- Подравлє
- Сарваш
- Теня
- Тврджавиця
- Вишнєваць

## Освіта
В історичному центрі Осієка розташована Єзуїтська класична гімназія з правом публічного відвідування, яка була заснована хорватською провінцією Товариства Ісуса в 1998 році.

## Клімат
Середня річна температура становить 11,07 °C, середня максимальна — 25,66 °C, а середня мінімальна — -6,24 °C. Середня річна кількість опадів — 656 мм.
| Клімат поселення                              | Клімат поселення | Клімат поселення | Клімат поселення | Клімат поселення | Клімат поселення | Клімат поселення | Клімат поселення | Клімат поселення | Клімат поселення | Клімат поселення | Клімат поселення | Клімат поселення | Клімат поселення |
| Показник                                      | Січ.             | Лют.             | Бер.             | Квіт.            | Трав.            | Черв.            | Лип.             | Серп.            | Вер.             | Жовт.            | Лист.            | Груд.            |                  |
| Середній максимум, °C                         | 5,83             | 7,96             | 12,58            | 17,26            | 22,58            | 25,66            | 25,40            | 25,13            | 20,96            | 15,46            | 9,45             | 5,56             |                  |
| Середня температура, °C                       | −0,18            | 1,92             | 6,58             | 11,20            | 16,58            | 19,60            | 21,30            | 21,00            | 16,80            | 11,33            | 5,30             | 1,40             |                  |
| Середній мінімум, °C                          | −6,24            | −4,07            | 0,54             | 5,22             | 10,54            | 13,61            | 17,15            | 16,86            | 12,68            | 7,19             | 1,17             | −2,74            |                  |
| Норма опадів, мм                              | 43               | 37               | 41               | 51               | 60               | 80               | 64               | 62               | 51               | 56               | 61               | 50               |                  |
| Середньомісячна швидкість вітру, м/с          | 2.38             | 2.60             | 2.90             | 2.80             | 2.50             | 2.29             | 2.20             | 2.04             | 2.00             | 2.20             | 2.30             | 2.40             |                  |
| Середньомісячна сонячна радіація, кДж/м²·день | 4239             | 6912             | 10926            | 15539            | 19409            | 21649            | 22207            | 20393            | 14936            | 9401             | 4785             | 3523             |                  |
| --------------------------------------------- | ---------------- | ---------------- | ---------------- | ---------------- | ---------------- | ---------------- | ---------------- | ---------------- | ---------------- | ---------------- | ---------------- | ---------------- | ---------------- |
| Джерело:                                      |                  |                  |                  |                  |                  |                  |                  |                  |                  |                  |                  |                  |                  |

## Туризм і пам'ятки

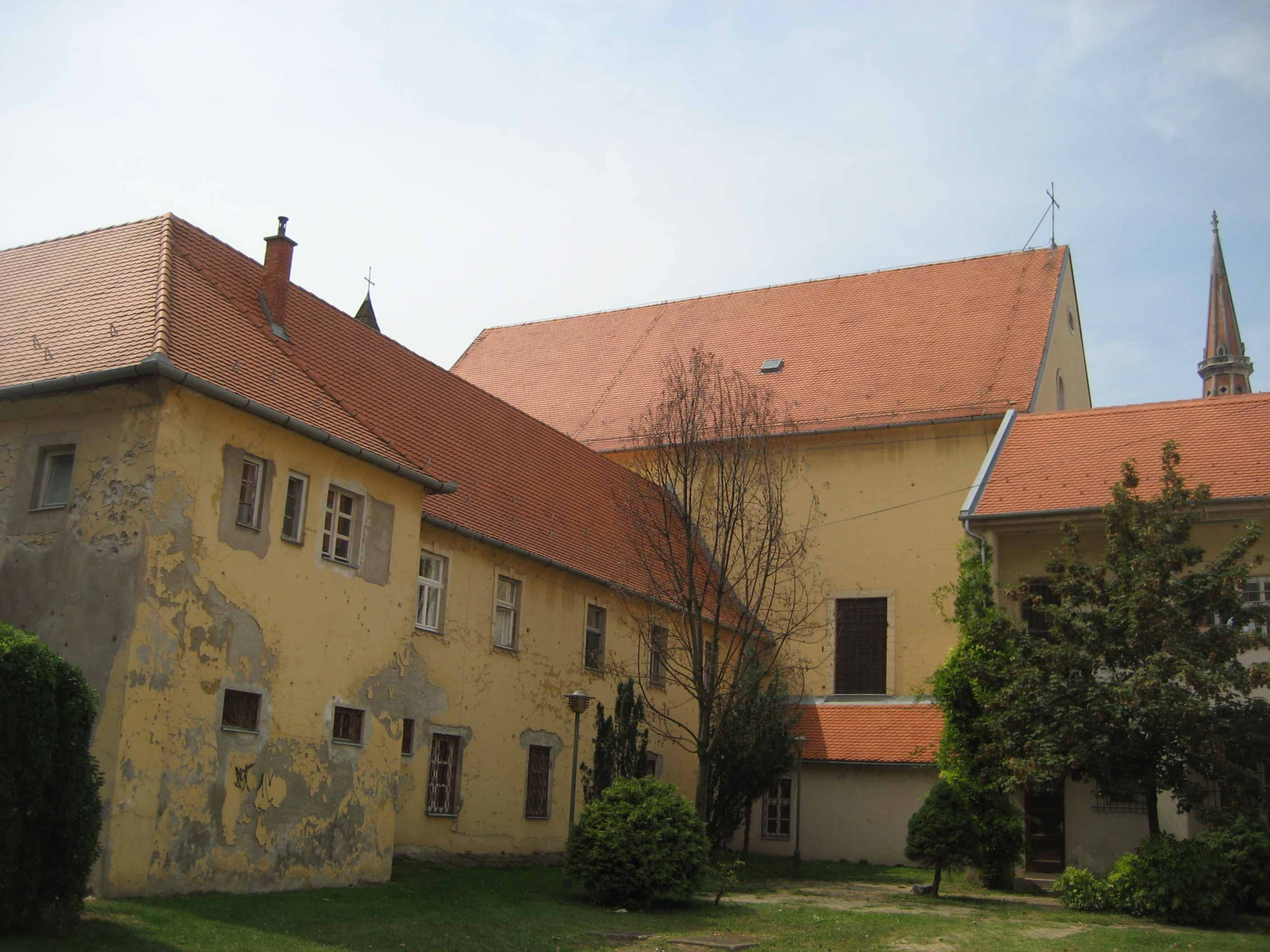
Колишній замок

Осієк є популярним пунктом домашнього туризму з причини своїх історичних і культурних багатств. Найважливішими пам'ятками і цікавими місцями Осієка є центральна міська площа Анте Старчевича (Trg Ante Starčevića), фортеця XVIII століття (Tvrđa «Твердиня»), променад уздовж набережної Драви (promenada), підвісний пішохідний міст через річку Бараню.
В Осієку зберігся бароковий замок-фортеця XVIII століття. На території комплексу — церква св. Михайла.
Місто цікаве своєю архітектурою — у середмісті чимало будівель у стилі бароко, сецесії, модерну.
Національними пам'ятками в Осієку є також міський парк короля Петара Крешемира IV та парк Томіслава початку XX століття. У місті розташований один з небагатьох хорватських зоопарків, причому найбільший у країні — Осієцький зоопарк. Серед музеїв міста — археологічний і художня галерея.
Собор св.св. Петра і Павла (Sv Petar I Pavao) — неоготична культова споруда з другою за величиною вежею у Хорватії (після Загребського кафедрального собору) заввишки 90 м, яку видно з будь-якої точки у місті. Попри розміри церкви, вона є парафіяльною, а не кафедральною.

## Міста-побратими
Осієк має побратимські стосунки з:
| - Угорщина — Печ, з 1972 року - Словенія — Марибор, з 1995 року - Німеччина — Пфорцгейм, з 1994 року - Румунія — Плоєшті, з 1996 року - Боснія і Герцеговина — Тузла, з 1996 року | - Швейцарія — Лозанна, з 1997 року - Словаччина — Нітра, з 1997 року - Угорщина — Будапешт, XIII-й район, з 2001 року - Сербія — Суботиця, з 2004 року - Косово — Призрен, з 2010 року |

## Відомі особистості
В поселенні народились:
- Марія Бакса (* 1943) — італійська акторка.
- Нела Кочиш (* 1970) — хорватська акторка.
- Майя Бошкович-Стуллі (* 1922) — хорватський науковець.
- Івана Шоят (* 1971) — хорватська письменниця.